# Liste der Kirchen im Bistum Aachen – Region Aachen-Land
Die Liste der Kirchen im Bistum Aachen – Region Aachen-Land listet die Pfarrgebundenen und Privatkapellen auf, die zum Bestand der GdG St. Marien, Baesweiler, GdG Herzogenrath-Merkstein, GdG Herzogenrath-Kohlscheid, GdG Alsdorf, GdG Würselen, GdG Eschweiler-Mitte, GdG Eschweiler-Süd, GdG Eschweiler-Nord, GdG Stolberg-Nord, GdG Stolberg-Süd im Bistum Aachen zählen. Die Kapellen der Region sind in der Liste der Kapellen im Bistum Aachen – Region Aachen-Land einsortiert, die profanierten Kirchen in der Liste der profanierten Kirchen im Bistum Aachen.

## Liste
| Bild | Kirche                 | Ort                           | Pfarrei                            | Gemeinschaft der Gemeinden | Rang                          | Bauzeit |
| ---- | ---------------------- | ----------------------------- | ---------------------------------- | -------------------------- | ----------------------------- | --- |
|      | St. Castor             | Alsdorf                       | St. Castor/Alsdorf                 | Alsdorf                    | Pfarrkirche                   | 1962–1964 |
|      | St. Josef              | Alsdorf                       | St. Castor/Alsdorf                 | Alsdorf                    | Filialkirche                  | 1960–1961 |
|      | St. Michael            | Alsdorf-Begau                 | Johannes XXIII./Alsdorf            | Alsdorf                    | Filialkirche                  | 1953–1954 |
|      | St. Wendelin           | Alsdorf-Bettendorf            | St. Marien/Baesweiler              | Baesweiler                 | Filialkirche                  | 1962–1964 |
|      | St. Barbara            | Alsdorf-Broich                | St. Castor/Alsdorf                 | Alsdorf                    | Filialkirche                  | 1953–1954 |
|      | Christus König         | Alsdorf-Busch                 | Johannes XXIII./Alsdorf            | Alsdorf                    | Filialkirche                  | 1927–1928, 1957 (Erweiterung)                                                                                     |
|      | St. Cornelius          | Alsdorf-Hoengen               | Johannes XXIII./Alsdorf            | Alsdorf                    | Filialkirche                  | 1949–1951 |
|      | Herz Jesu              | Alsdorf-Kellersberg           | St. Castor/Alsdorf                 | Alsdorf                    | Filialkirche                  | 1957–1958 |
|      | St. Maria Empfängnis   | Alsdorf-Mariadorf             | Johannes XXIII./Alsdorf            | Alsdorf                    | Pfarrkirche                   | 1868–1869 |
|      | St. Barbara            | Alsdorf-Ofden                 | St. Castor/Alsdorf                 | Alsdorf                    | Filialkirche                  | 1953–1954 |
|      | St. Mariä Heimsuchung  | Alsdorf-Schaufenberg          | St. Castor/Alsdorf                 | Alsdorf                    | Filialkirche                  | 1933 |
|      | St. Jakobus der Ältere | Alsdorf-Warden                | Johannes XXIII./Alsdorf            | Alsdorf                    | Filialkirche                  | 1932 |
|      | St. Petrus             | Baesweiler                    | St. Marien/Baesweiler              | Baesweiler                 | Pfarrkirche                   | 1928–1929 |
|      | St. Pankratius         | Baesweiler-Beggendorf         | St. Marien/Baesweiler              | Baesweiler                 | Filialkirche                  | 1861–1862 |
|      | St. Willibrord         | Baesweiler-Loverich           | St. Marien/Baesweiler              | Baesweiler                 | Filialkirche                  | 1950–1951 (Kirchenschiff), 1957 (Turm)                                                                            |
|      | St. Martin             | Baesweiler-Oidtweiler         | St. Marien/Baesweiler              | Baesweiler                 | Filialkirche                  | 16. Jh., 1929–1931 (Erweiterung)                                                                                  |
|      | St. Laurentius         | Baesweiler-Puffendorf         | St. Marien/Baesweiler              | Baesweiler                 | Filialkirche                  | 18. Jh. (Turm), 1888 (Kirchenschiff)                                                                              |
|      | St. Andreas            | Baesweiler-Setterich          | St. Marien/Baesweiler              | Baesweiler                 | Filialkirche                  | 1960–1961 |
|      | St. Peter und Paul     | Eschweiler                    | St. Peter und Paul/Eschweiler      | Eschweiler-Mitte           | Pfarrkirche                   | 14.–17. Jh., 1888 (Erweiterung um Querschiff und Chor), 1950 (Wiederaufbau)                                       |
|      | St. Antonius           | Eschweiler-Bergrath           | Heilig Geist/Eschweiler            | Eschweiler-Süd             | Filialkirche                  | 1905–1907 |
|      | St. Bonifatius         | Eschweiler-Dürwiß             | St. Bonifatius/Dürwiß              | Eschweiler-Nord            | Pfarrkirche                   | 1951 |
|      | St. Wendelinus         | Eschweiler-Hastenrath         | Heilig Geist/Eschweiler            | Eschweiler-Süd             | Filialkirche                  | 1883–1884 |
|      | St. Cäcilia            | Eschweiler-Hehlrath           | St. Cäcilia/Hehlrath               | Eschweiler-Nord            | Pfarrkirche                   | 1787, 1932 Erweiterung um Querschiff und Chor                                                                     |
|      | St. Johann Baptist     | Eschweiler-Hücheln            | St. Severin/Weisweiler             | Eschweiler-Nord            | Filialkirche                  | 1960–1962 |
|      | St. Blasius            | Eschweiler-Kinzweiler         | St. Blasius/Kinzweiler             | Eschweiler-Nord            | Pfarrkirche                   | 15. Jh. (Turm), 1859 (Chor und östl. Langhaus), 1969 (Querschiff)                                                 |
|      | St. Silvester          | Eschweiler-Neu-Lohn           | St. Silvester/Neu-Lohn             | Eschweiler-Nord            | Pfarrkirche                   | 1975 |
|      | St. Cäcilia            | Eschweiler-Nothberg           | Heilig Geist/Eschweiler            | Eschweiler-Süd             | Filialkirche                  | 1905–1907 |
|      | St. Barbara            | Eschweiler-Pumpe/Stich        | Heilig Geist/Eschweiler            | Eschweiler-Süd             | Filialkirche                  | 1902–1903 |
|      | St. Antonius           | Eschweiler-Röhe               | St. Peter und Paul/Eschweiler      | Eschweiler-Mitte           | Filialkirche                  | 1843–1845 |
|      | St. Marien             | Eschweiler-Röthgen            | Heilig Geist/Eschweiler            | Eschweiler-Süd             | Pfarrkirche                   | 1905–1906 |
|      | St. Georg              | Eschweiler-Sankt Jöris        | St. Georg/Sankt Jöris              | Eschweiler-Nord            | Pfarrkirche                   | 1905–1906 |
|      | St. Severin            | Eschweiler-Weisweiler         | St. Severin/Weisweiler             | Eschweiler-Nord            | Pfarrkirche                   | 13. Jh. (Turm), 15. Jh. (westl. Langhaus), 1889 (östl. Langhaus und Chor)                                         |
|      | St. Mariä Himmelfahrt  | Herzogenrath                  | St. Gerdtrud/Afden                 | Herzogenrath/Merkstein     | Filialkirche                  | 1913–1914 |
|      | St. Gertrud            | Herzogenrath-Afden            | St. Gerdtrud/Afden                 | Herzogenrath/Merkstein     | Pfarrkirche                   | 1683–1686 (Mittelschiff), 1835–1836 (östl. Querschiff), 1913–1914 (Chor, Seitenschiffe, westl. Querschiff, Türme) |
|      | St. Mariä Verkündigung | Herzogenrath-Bank             | Christus unser Friede/Herzogenrath | Herzogenrath-Kohlscheid    | Filialkirche                  | 1926 / 1952 |
|      | St. Matthias           | Herzogenrath-Berensberg       | Christus unser Friede/Herzogenrath | Herzogenrath-Kohlscheid    | Filialkirche                  | 1889–1890 |
|      | St. Benno              | Herzogenrath-Hofstadt         | St. Willibrord/Merkstein           | Herzogenrath/Merkstein     | Filialkirche                  | 1923–1924 |
|      | St. Mariä Heimsuchung  | Herzogenrath-Kämpchen         | Christus unser Friede/Herzogenrath | Herzogenrath-Kohlscheid    | Filialkirche                  | 1952–1953 |
|      | St. Katharina          | Herzogenrath-Kohlscheid       | Christus unser Friede/Herzogenrath | Herzogenrath-Kohlscheid    | Pfarrkirche                   | 1831–1833 |
|      | St. Johann Baptist     | Herzogenrath-Kohlscheid       | St. Willibrord/Merkstein           | Herzogenrath/Merkstein     | Filialkirche                  | 1961–1962 |
|      | St. Willibrord         | Herzogenrath-Merkstein        | St. Willibrord/Merkstein           | Herzogenrath/Merkstein     | Pfarrkirche                   | 12.–17. Jh. (Turm), 1746–1749 (Kirchenschiff)                                                                     |
|      | St. Antonius Abbas     | Herzogenrath-Niederbardenberg | St. Gertrud/Afden                  | Herzogenrath/Merkstein     | Filialkirche                  | 1929–1930 |
|      | St. Barbara            | Herzogenrath-Pannesheide      | Christus unser Friede/Herzogenrath | Herzogenrath-Kohlscheid    | Filialkirche                  | 1928–1929 |
|      | Herz Jesu              | Herzogenrath-Ritzerfeld       | St. Willibrord/Merkstein           | Herzogenrath/Merkstein     | Filialkirche                  | 1956–1957 |
|      | St. Josef              | Herzogenrath-Straß            | St. Josef/Straß                    | Herzogenrath/Merkstein     | Pfarrkirche                   | 1908–1909 |
|      | St. Thekla             | Herzogenrath-Streiffeld       | St. Willibrord/Merkstein           | Herzogenrath/Merkstein     | Filialkirche                  | 1968 |
|      | St. Franziskus         | Stolberg (Rhld.)              | St. Lucia/Stolberg                 | Stolberg-Nord              | Filialkirche                  | 1965–1967 |
|      | St. Lucia              | Stolberg (Rhld.)              | St. Lucia/Stolberg                 | Stolberg-Nord              | Filialkirche                  | 1851–1860 |
|      | St. Mariä Himmelfahrt  | Stolberg (Rhld.)              | St. Lucia/Stolberg                 | Stolberg-Nord              | Pfarrkirche                   | 1874–1884, 1896 (Türme)                                                                                           |
|      | St. Sebastian          | Stolberg-Atsch                | St. Lucia/Stolberg                 | Stolberg-Nord              | Filialkirche                  | 1900–1901 |
|      | St. Barbara            | Stolberg-Breinig              | St. Barbara/Breinig                | Stolberg-Süd               | Pfarrkirche                   | 1852–1855 |
|      | St. Hubertus           | Stolberg-Büsbach              | St. Hubertus/Büsbach               | Stolberg-Süd               | Pfarrkirche                   | 1860–1864 |
|      | St. Josef              | Stolberg-Donnerberg           | St. Lucia/Stolberg                 | Stolberg-Nord              | Filialkirche                  | 1867 |
|      | St. Mariä Empfängnis   | Stolberg-Dorff                | St. Mariä Empfängnis/Dorff         | Stolberg-Süd               | Pfarrkirche                   | 1866/1867 |
|      | St. Laurentius         | Stolberg-Gressenich           | St. Laurentius/Gressenich          | Stolberg-Süd               | Pfarrkirche                   | 1960–1962 |
|      | St. Markus             | Stolberg-Mausbach             | St. Markus/Mausbach                | Stolberg-Süd               | Pfarrkirche                   | 1870, 1947–1948 (veränderter Wiederaufbau)                                                                        |
|      | Herz-Jesu-Kirche       | Stolberg-Münsterbusch         | St. Lucia/Stolberg                 | Stolberg-Nord              | Filialkirche                  | 1900–1901, 1979–1980 (Umbau)                                                                                      |
|      | St. Josef              | Stolberg-Schevenhütte         | St. Josef/Schevenhütte             | Stolberg-Süd               | Pfarrkirche                   | 1888–1889 |
|      | St. Johann Baptist     | Stolberg-Vicht                | St. Johann Baptist/Vicht           | Stolberg-Süd               | Pfarrkirche                   | 1911–1912 |
|      | St. Josef              | Stolberg-Werth                | St. Josef/Werth                    | Stolberg-Süd               | Pfarrkirche                   | 1948–1949 |
|      | St. Rochus             | Stolberg-Zweifall             | St. Rochus/Zweifall                | Stolberg-Süd               | Pfarrkirche                   | 1850–1852, 1962–1964 (Erweiterungsbau)                                                                            |
|      | St. Sebastian          | Würselen                      | St. Sebastian/Würselen             | Würselen                   | Pfarrkirche                   | 12. Jh. (Turm), 1725 (Langhaus), 1906–1908 (Erweiterung um Querschiff mit Kuppel und Chor)                        |
|      | St. Peter und Paul     | Würselen-Bardenberg           | St. Sebastian/Würselen             | Würselen                   | Filialkirche                  | 1913–1917 |
|      | St. Lucia              | Würselen-Broichweiden         | St. Sebastian/Würselen             | Würselen                   | Filialkirche                  | 1902–1904 |
|      | St. Willibrord         | Würselen-Euchen               | St. Sebastian/Würselen             | Würselen                   | Filialkirche                  | 13. Jh. (Turm), 1725 (Langhaus), 1912–1913 (Querschiff u. Chor)                                                   |
|      | St. Nikolaus           | Würselen-Linden-Neusen        | St. Sebastian/Würselen             | Würselen                   | Filialkirche                  | 1902–1903 |
|      | St. Balbina            | Würselen-Morsbach             | St. Sebastian/Würselen             | Würselen                   | Filialkirche                  | 1865–1867, 1962 (Turm u. Seitenschiff)                                                                            |
|      | St. Pius X.            | Würselen-Morsbach             | St. Sebastian/Würselen             | Würselen                   | Filialkirche                  | 1959–1961 |
|      | St. Marien             | Würselen-Scherberg            | St. Sebastian/Würselen             | Würselen                   | Filialkirche und Grabeskirche | 1925–1926, 1950–1951 (Erweiterung), 1970 (Turm)                                                                   |